# تالیا (موز)
تالیا (به یونانی: Θαλεια) در اساطیر یونانی یکی از موزها، الهه موسیقی و رقص، دختر شاه خدایان زئوس و الهه خاطرات منه‌موزین است. در زمان‌های باستان هنگامی که به موزها عنوان‌های به‌ویژه هنری و ادبی داده می‌شد، تالیا موز کمدی و اشعار روستایی نام گرفت. او اغلب به صورت زنی که ماسکی کمدی یا چوب چوپانی در دست دارد، به تصویر کشیده می‌شود. نام او از کلمهٔ یونانی «thaleia» به معنی جشن پربار یا گل‌دار گرفته شده‌است.